# Achtung, die Kurve!
Achtung, die Kurve!, také známá jako Pozor zatáčka, je česká freeware hra, která podporuje hru dvou až šesti hráčů na jednom počítači. Autoři Kamil Doležal (Kevin Updike) a Filip Oščádal (Fred Brooker) z Brna ji v roce 1993 vytvořili pro počítačový systém Amiga. Jednodušší DOSová verze byla napsaná v roce 1995 v Borland C++. Hra je klonem hry Cervii (Červi) také brněnského autora Vladimíra Chvátila, ze září 1993, také pro DOS. Přestože je grafika hry primitivní, mnoho hráčů na celém světě si ji oblíbilo hlavně díky hratelnosti.

## Hra
Hráči se náhodně objeví na mapě a jejich „had“ se rozjede kupředu a zanechává za sebou stopu. Hráč může ovládat pouze směr jakým se had pohybuje, a to dvěma tlačítky pro zatáčení na pravou a levou stranu. Když "had" narazí na okraj mapy nebo do stopy, zanechané jiným "hadem", končí. Cílem hry je přežít všechny ostatní. Obvykle tak, že hráč donutí soupeře aby narazili, nebo si vytvoří dostatek prostoru, kde může přežít déle než soupeř.
Vždy, když některý z hráčů skončí, dostanou ostatní, kteří ještě neskončili, bod. Vítězí ten, kdo dosáhne určité bodové hranice, která záleží na počtu hrajících hráčů.
Bodování:
| Počet hráčů | Body potřebné pro vítězství | Maximální počet bodů |
| ----------- | --------------------------- | -------------------- |
| 2           | 10                          | 10                   |
| 3           | 20                          | 21                   |
| 4           | 30                          | 32                   |
| 5           | 40                          | 43                   |
| 6           | 50                          | 54                   |

## Verze a klony
Hlavní rozdíl byl oproti původním Červům v tom, že se v náhodných časových intervalech na tělech vytváří různě velké mezery, kterými mohou ostatní hráči projíždět. Amiga verze disponovala oproti DOSové verzi hudbou, zvukovými efekty a grafickým pozadím.
Komunita hry vytvořila mnoho klonů. Hrát se dá online na německém serveru Achtungkurve.net, nebo na holandském Curve Fever. V roce 2011 se konal první světový turnaj.